# Antoine-Simon Le Page du Pratz

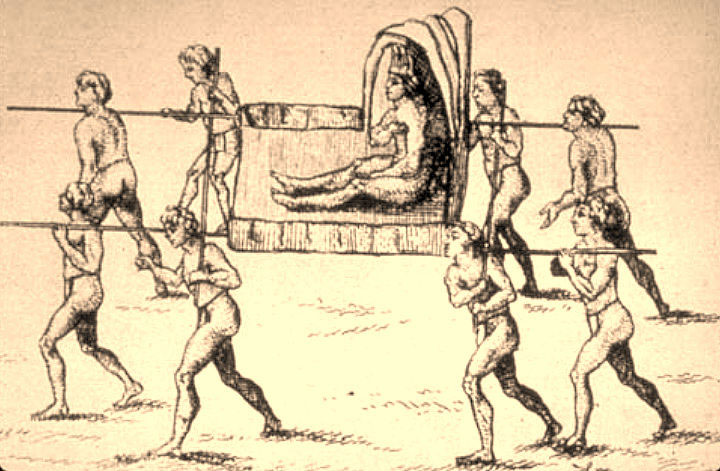
Chefe Natchez, gravura extraída da Histoire de la Louisiane de Le Page du Pratz (1758)

Antoine-Simon Le Page du Pratz (1695?–1775)  foi um etnógrafo, historiador e naturalista francês ou neerlandês, recordado pela sua Histoire de la Louisiane. Foi publicada pela primeira vez em doze mensalidades, em 1751-1753 no Journal Economique, e depois completamente em três volumes em Paris em 1758. Depois da sua vitória na Guerra dos Sete Anos, os ingleses publicaram parte da obra numa tradução de 1763. Nunca foi traduzida completamente para inglês.
As memórias relatam os anos em que Le Page esteve na colónia da Luisiana, de 1718 a 1734, quando aprendeu a língua natchez e se tornou amigo dos líderes nativos. Deixou longas descrições da sociedade natchez e da sua cultura, incluindo os rituais funerários após a morte em 1725 de Serpente Tatuada, o seu segundo chefe em importância.
Também incluiu o seu relato de Moncacht-apé, explorador yazoo que lhe falou de uma viagem que completou até à costa do Pacífico e do seu regresso, provavelmente em finais do século XVII ou inícios do XVIII. Através deste viajante, Le Page conheceria as tradições orais dos povos indígenas da Costa Oeste. Falavam dos primeiros nativos americanos que alcançaram a América do Norte por uma ponte de terra a partir da Ásia. O livro de Le Page foi levado como guia pela expedição de Lewis e Clark, quando foram explorados os territórios da compra da Luisiana a partir de 1804.